# Pitta maxima
La pita de Halmahera (Pitta maxima) es una especie de ave paseriforme de la familia Pittidae endémica de las Molucas septentrionales, en Indonesia. Su hábitat natural son las selvas tropicales húmedas de tierras bajas .

## Taxonomía
Se reconocen dos subespecies:
- Pitta maxima morotaiensis - ocupa la isla de Morotai;
- Pitta maxima maxima - se encuentra las islas de Halmahera, Bacan, Kasiruta y Obi.